# (2701) Cherson
(2701) Cherson es un asteroide perteneciente al cinturón de asteroides descubierto por Nikolái Stepánovich Chernyj el 1 de septiembre de 1978 desde el Observatorio Astrofísico de Crimea, en Naúchni.

## Designación y nombre
Cherson se designó al principio como 1978 RT.
Posteriormente recibió el nombre «Cherson» en referencia a la ciudad ucraniana de Jersón.

## Características orbitales
Cherson orbita a una distancia media de 3,189 ua del Sol, pudiendo acercarse hasta 2,772 ua y alejarse hasta 3,607 ua. Su inclinación orbital es 6,266 grados y la excentricidad 0,1309. Emplea 2080 días en completar una órbita alrededor del Sol.

## Características físicas
La magnitud absoluta de Cherson es 12,5.